# Долинг, Майк
Майк Долинг — гитарист группы Tons (ранее известной как Snot), бывший гитарист Soulfly.

## Биография
В начале 90-х Майк играл в трэш-метал группе Kronix, которая распалась успев записать только демозапись в 1991 году.
В 1995 году группа Snot была основана вокалистом Линном Стрейтом и Майком Долингом, до этого игравшим в группе Kronix. В мае 1997 года музыканты выпустили дебютную работу под названием Get Some. В 1998 году группа начала работу над вторым альбомом, но 11 декабря 1998 года в автомобильной аварии погибает вокалист Snot, после его смерти оставшиеся музыканты решают распустить группу. Второй альбом под названием Straight Up был дозаписан оставшимися музыкантами и друзьями группы. В 2008 году группа вернулась на сцену под новым названием Tons.
В 1999 году Майк Долинг пришёл в Soulfly на замену Логану Мейдеру. В 2000 году группа записала альбом Primitive, впоследствии получивший золотой статус. В июне 2002 года Soulfly выпустили третий альбом, который также получил золотой статус. Выпуск альбома сопровождался турне по Северной Америке и Европе, длившемся более года. В сентябре 2003 года Майк Долинг, Селло Диас и Рой Майорга ушли из Soulfly.
После ухода из Soulfly музыканты основали группу Abloom, однако вскоре после выпуска дебютного альбома в 2004 году, группа прекратила своё существование, музыканты разошлись по своим проектам.
В 2006 году Майк основал хардкор группу Invitro, к настоящему времени записавшую один альбом.
В начале 2010 года Долинг пришёл в бельгийскую группу Channel Zero, заменив прежнего гитариста группы — Ксавьера Кариона. 

## Дискография
- Kronix — Demo (1991)
- Snot — Get Some (1997)
- Snot — Straight Up (2000, трибьют)
- Soulfly — Back to the Primitive (2000, сингл)
- Soulfly — Primitive (2000)
- Snot — Alive! (2002, концертный альбом)
- Soulfly — 3 (2002)
- Abloom — Abloom (2004)
- Invitro — When I Was a Planet (2007)
- Channel Zero — Black Flowers (2010, сингл)